# Эрлианозавр
Эрлианозавр (англ. Erliansaurus) — род тероподных динозавров из семейства теризинозаврид, живших во времена позднемеловой эпохи (83,5—70,6 млн лет назад) на территории современного Китая. Включает единственный вид — Erliansaurus bellamanus.

## История изучения
Окаменелые остатки эрлианозавра были найдены возле Санхангоби во Внутренней Монголии. Новые род и вид описали китайский палеонтолог Сюй Син и его коллеги в 2002 году. Родовое название дано в честь города Эрэн-Хото (пиньинь Èrliánhàotè). Видовое название образовано от лат. bellus — «красивый», и manus — «рука», показывая сохранность передних конечностей.
Голотип LH V0002 обнаружен в формации Ирен Дабасу, которая датируется сантонским ярусом. Он состоит из частичного скелета без черепа, принадлежавшего неполовозрелой особи. Останки включают в себя пять шейных, спинных и хвостовых позвонков, правую лопатку, левую переднюю конечность без запястья, части таза, правую бедренную кость, обе голени, правую малоберцовую кость и элементы плюсны.

## Описание
Типовой образец представляет неполовозрелую особь 2,5 метра длиной. В 2010 году Грегори С. Пол оценил длину взрослого животного в 4 метра, а массу — в 400 килограммов. Бедренная кость имеет длину 412 миллиметров.
Эрлианозавр был двуногим растительноядным животным. Его шея была довольно короткой для теризинозавра. Берцовая кость была относительно длинной. Малая берцовая кость имела необычную форму: с очень высоким передним краем и вогнутым верхом. Передние конечности динозавра несли огромные, сильно загнутые и заострённые когти; коготь на большом пальце был самым крупным.

## Систематика
Авторы описания отнесли эриланозавра к надсемейству Therizinosauroidea, не относя его к теризинозавридам. Более поздние кладистические анализы определили эрлианозавра как теризинозаврида.